# Saint-Fulgent-des-Ormes
Saint-Fulgent-des-Ormes là một xã trong tỉnh Orne, vùng Normandie tây bắc nước Pháp. Xã Saint-Fulgent-des-Ormes nằm ở khu vực có độ cao từ 76-125 mét trên mực nước biển.